# Juan Carlos Oblitas
Juan Carlos Oblitas (Arequipa, 16 de fevereiro de 1951) é um ex-futebolista e atualmente treinador de futebol peruano.

## Títulos

### Como jogador
Seleção Peruana
- Copa América: 1975

Universitario de Deportes
- Campeonato Peruano: 1971, 1974 e 1985

Sporting Cristal
- Campeonato Peruano: 1979 e 1980

### Como treinador
Universitario de Deportes
- Campeonato Peruano: 1987

Sporting Cristal
- Campeonato Peruano: 1979 e 1980

Seleção Peruana
- Copa Kirin: 1999

LDU-Quito
- Campeonato Equatoriano: 2005